# Новая Кассиопеи 2021
Новая Кассиопеи 2021 (V1405 Cas) — яркая новая звезда, обнаруженная 18 марта 2021 года в созвездии Кассиопеи и в максимуме яркости ставшая видимой невооружённым взглядом.

## Открытие
Звезду открыл японский астроном-любитель Юджи Накамура. С момента открытия за новой звездой постоянно наблюдают как любители, так и профессиональные астрономы.

## Наблюдение
Звезда находится вблизи рассеянного звёздного скопления М52 и эмиссионной туманности NGC 7635 «Пузырь».

## Расстояние
Расстояние до Новой Кассиопеи равно 1,7 килопарсека (5500 световых лет). Расстояние до родительской системы было измерено методом тригонометрического параллакса спутником Gaia.

## Кривая блеска

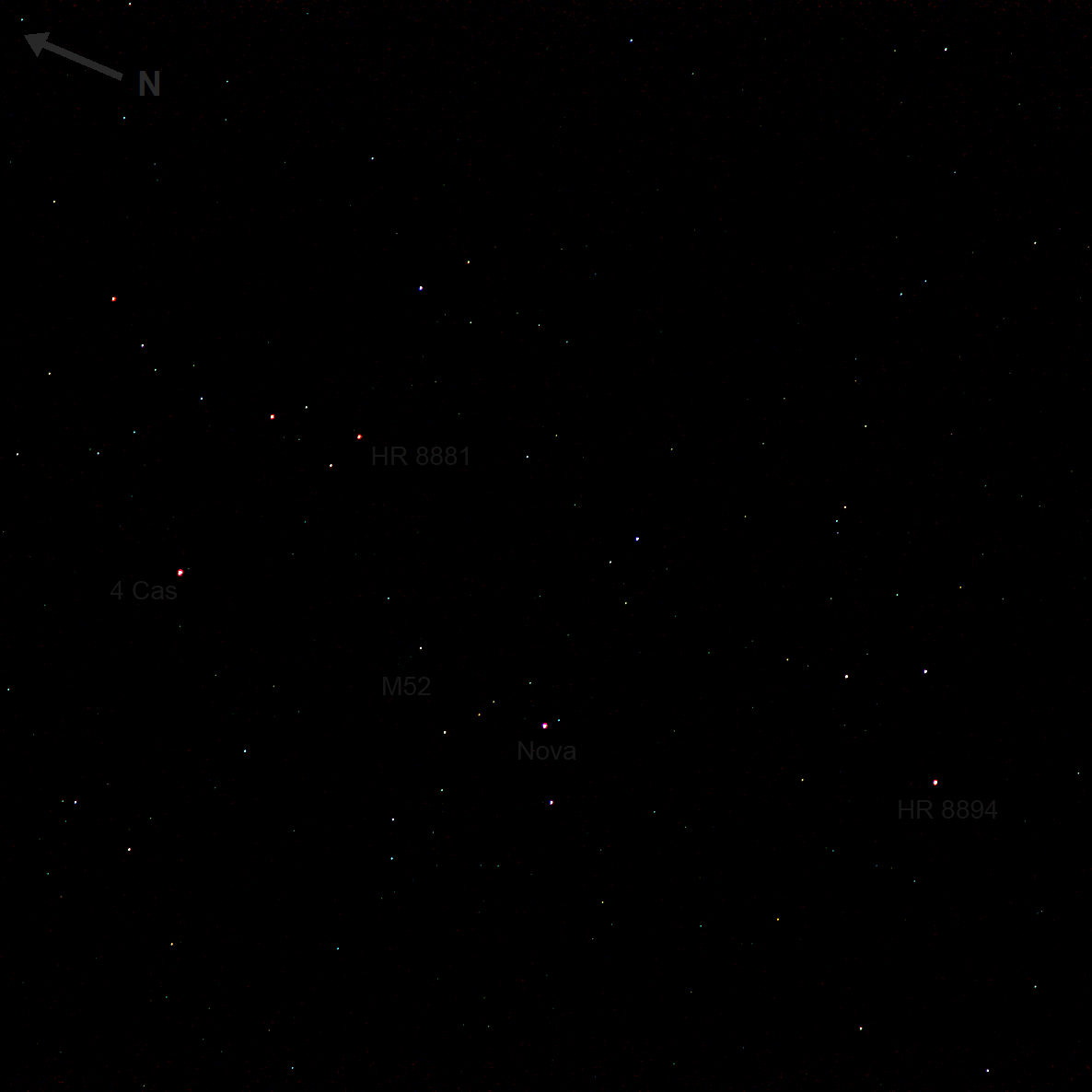
Звезда (ниже центра) с окрестностями, 9 мая 2021 года. Поле зрения — 3×3°.

Кривая блеска звезды выглядит необычно для новых звёзд. Обычно новые звёзды достигают максимальной яркости в течение двух дней, а потом медленно тускнеют.
Кривая блеска Новой Кассиопеи, полученная в результате наблюдений, представленных Американской ассоциацией наблюдателей переменных звёзд, показывает, что яркость звезды медленно снижалась примерно до 8 апреля, опустившись примерно до +8,5 звёздной величины (фотометрия UVBRI показывает, что она оставалась ярче на половину или три четверти звёздной величины через фильтры R и I соответственно). С середины апреля V1405 Cas медленно повышает яркость; 6 мая она достигла визуальной звёздной величины около +7, а 10 мая — +5,2 и максимального значения в +5,01 величины 11 мая, после чего яркость начала спадать. 20 мая яркость звезды вернулась к уровню апреля.
Эта звезда не излучает в гамма-диапазоне, что ставит под сомнение гипотезу о том, что повышение яркости связано с ударной волной.

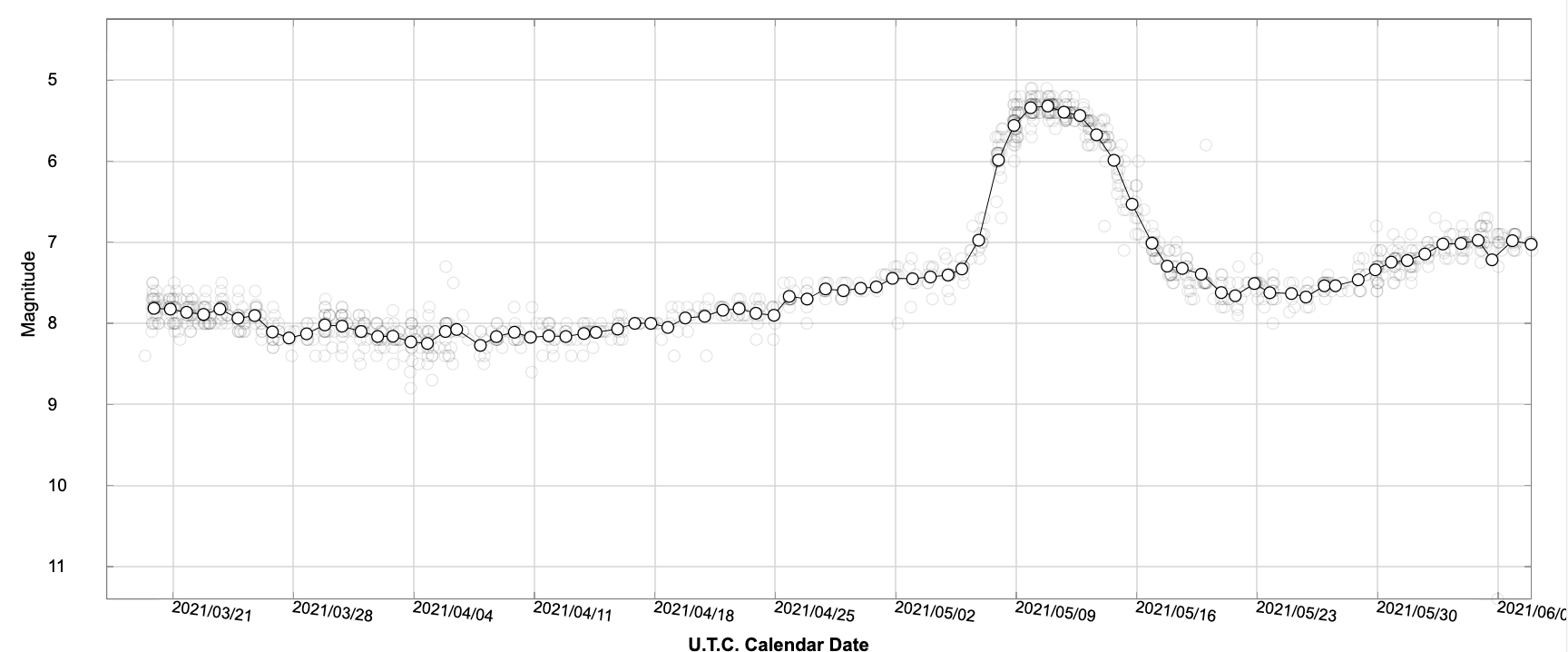
Кривая блеска с начала наблюдений до 16 мая 2021 года